# Кантон (Пенсільванія)
Кантон (англ. Canton) — місто (англ. borough) в США, в окрузі Бредфорд штату Пенсільванія. Населення — 1735 осіб (2020).

## Географія
Кантон розташований за координатами 41°39′26″ пн. ш. 76°51′10″ зх. д. / 41.65722° пн. ш. 76.85278° зх. д. (41.657110, -76.852662).  За даними Бюро перепису населення США в 2010 році місто мало площу 2,99 км², з яких 2,98 км² — суходіл та 0,01 км² — водойми.

## Демографія
Згідно з переписом 2010 року, у селищі мешкало 1976 осіб у 854 домогосподарствах у складі 498 родин. Густота населення становила 661 особа/км².  Було 939 помешкань (314/км²).
Расовий склад населення:
| - 97,4 % — білих - 0,3 % — корінних американців - 0,1 % — чорних або афроамериканців - 0,1 % — азіатів |

До двох чи більше рас належало 1,3 %. Частка іспаномовних становила 1,4 % від усіх жителів.
За віковим діапазоном населення розподілялося таким чином: 24,8 % — особи молодші 18 років, 56,9 % — особи у віці 18—64 років, 18,3 % — особи у віці 65 років та старші. Медіана віку мешканця становила 40,4 року. На 100 осіб жіночої статі у селищі припадало 87,1 чоловіків;  на 100 жінок у віці від 18 років та старших — 80,0 чоловіків також старших 18 років.
Середній дохід на одне домашнє господарство  становив 45 107 доларів США (медіана — 35 357), а середній дохід на одну сім'ю — 56 664 долари (медіана — 46 750). За межею бідності перебувало 21,7 % осіб, у тому числі 31,6 % дітей у віці до 18 років та 19,3 % осіб у віці 65 років та старших.
Цивільне працевлаштоване населення становило 792 особи. Основні галузі зайнятості: освіта, охорона здоров'я та соціальна допомога — 25,3 %, виробництво — 13,6 %, будівництво — 13,6 %.